# Dicopia japonica
Dicopia japonica är en sjöpungsart som beskrevs av Asajiro Oka 1913. Dicopia japonica ingår i släktet Dicopia och familjen Octacnemidae. Inga underarter finns listade i Catalogue of Life.